# 哥尼斯堡行政区

1905年前的东普鲁士

1905年后的东普鲁士

哥尼斯堡行政区（德語：Regierungsbezirk Königsberg）1815年至1945年普鲁士东普鲁士省的一个行政区。地区首府是哥尼斯堡（自1946年起为加里宁格勒）。
1808年拿破仑战争期间，东普鲁士被分为贡宾嫩行政区和哥尼斯堡行政区，包括前普鲁士公国的西部和瓦尔米亚亲王主教辖区的领土，1772年被普鲁士吞并。1905年11月1日，兩個地區的南部地區分開，成立阿倫施泰因行政區。根据1905年的普鲁士人口普查，缩小后的柯尼斯堡行政区有893,427人，其中约96%是德意志人，4%是立陶宛人，主要集中在拉比奥和梅梅尔地区。
1945年二战德国战败，东普鲁士被波兰和苏联瓜分（归属加里宁格勒州），哥尼斯堡行政区被解散。